# تاريخ الاستمناء
يتناول تاريخ العادة السرية أو الاستمناء، التحوّلات الواسعة التي شهدها المجتمع عبر العصور من حيث الأخلاق، والنظرة الاجتماعية، والدراسات العلمية، والتصوير الفني المتعلق بهذه الممارسة في سياق تطوّر مفهوم الجنس البشري.
وقد اختلفت تفسيرات الأديان لتحفيز الفرد لأعضائه التناسلية باختلاف المعتقدات، كما كانت العادة السرية موضوعًا للجدل المجتمعي، والتشريعات القانونية، والحملات التوعوية، فضلًا عن كونها محلّ اهتمام في دراسات علم الجنس. أما النظرة الاجتماعية تجاهها، فقد تراوحت تاريخيًا بين الرفض التام والقبول النسبي، بحسب الثقافة والسياق الزمني.

## التاريخ القديم
توجد رسوم توثّق ممارسة الاستمناء لدى الرجال والنساء في نقوش ما قبل التاريخ المنتشرة حول العالم، حيث يبدو أن الشعوب القديمة ربطت بين النشاط الجنسي البشري ووفرة الطبيعة. ومن أبرز الأمثلة على ذلك تمثال طيني يعود إلى الألفية الرابعة قبل الميلاد، عُثر عليه في موقع معبد على جزيرة مالطا، ويُظهر امرأة تمارس العادة السرية. ومع ذلك، فإن التصويرات المتعلقة بممارسة الرجال للعادة السرية كانت أكثر شيوعًا في العصور القديمة.
تشير أقدم السجلات إلى أن السومريين القدماء كانت لديهم نظرة منفتحة تجاه الجنس عمومًا. فقد كانوا يعتقدون أن العادة السرية تعزز القوة الجنسية لدى الرجال والنساء على حد سواء، وكانوا يمارسونها بشكل فردي أو ضمن العلاقة مع الشريك. وكان الرجال يستخدمون زيتًا خاصًا يُعرف باسم «زيت بورو» يُعتقد أنه كان يُخلط بمسحوق من خام الحديد لزيادة الاحتكاك. كما كانت العادة السرية تُعتبر في الثقافة السومرية فعلًا خَلقيًا؛ حيث تقول الأساطير إن الإله «إنكي» خلق نهري دجلة والفرات من خلال ممارسته للعادة السرية وقذفِهِ في مجراهما الجاف.

أما في الحضارة المصرية القديمة، فقد كانت صورة العادة السرية الذكورية أكثر أهمية، إذ اعتُبرت فعلًا سحريًا أو خَلقيًا عند ممارستها من قِبل الآلهة. وكان يُعتقد أن الإله «أتوم» خلق الكون من خلال العادة السرية، حيث أدى قذفه إلى نشوء الحياة.
على النقيض من ذلك، لم تكن النظرة لدى اليونانيين القدماء بنفس الانفتاح؛ إذ اعتبروا العادة السرية تصرفًا غير حضاري، ملائمًا للعبيد، والبرابرة، والنساء. ويوضح كاتب عمود صحيفة هآرتس، «تيري مادينهولم»، أن المصطلحات المستخدمة تُشير إلى سبب تلك النظرة؛ فالفعل المستخدم للدلالة على العادة السرية يعني «إضعاف النفس»، بينما كانت المفاهيم الجنسية لدى معظم اليونانيين قائمة على مبدأ السيطرة. كان يُنظر إلى النشاط الجنسي من زاوية الفاعل والمفعول به، والمكانة الاجتماعية لرجل محترم كانت ترتبط بدوره الفاعل، لا السلبي. لذا، كانت ممارسة العادة السرية، أو حتى الجنس الفموي، تُعتبر نوعًا من الانتقاص الذاتي والانهزام أمام الشهوة، مما لا يليق بـ«الرجل الحقيقي».
أغلب المعلومات المتعلقة بالعادة السرية في اليونان القديمة تأتي من الأعمال الكوميدية اليونانية القديمة التي بقيت محفوظة، ومن الخزف اليوناني. تتكرر الإشارات إلى العادة السرية في المسرحيات الكوميدية الباقية لأريستوفان، والتي تُعد من أهم المصادر لفهم نظرة اليونانيين القدماء لهذا الموضوع. كما تظهر رسوم للسَاتير (مخلوقات خرافية نصفها رجل والنصف الآخر ماعز) وهم يمارسون العادة السرية على الخزف اليوناني القديم.
ووفقًا لكتاب «حيوات وآراء الفلاسفة البارزين» الذي ألّفه ديوقينيس اللايرتي في القرن الثالث الميلادي، فإن ديوقينيس السينوبي، الفيلسوف الكلبي الذي عاش في القرن الرابع قبل الميلاد، كان يمارس الاستمناء علنًا، وهو ما اعتُبر تصرفًا فاضحًا. وعندما كان الناس يلومونه على ذلك، كان يرد قائلًا: «ليت التخلص من الجوع يكون سهلًا كالتخلص من الشهوة عبر فرك بطني». وكان ديوقينيس، ساخرًا، ينسب اختراع العادة السرية أو الاستمناء إلى الإله «هرمس»، حيث زُعم أن هرمس أشفق على ابنه «بان» الذي كان يذوي حبًا بـ«إيكو» لكنه لم ينجح في إغوائها، فعلّمه العادة السرية كي يخفف من معاناته. ثم قام «بان» بتعليم هذا الفعل لرعاة الغنم الشباب.
أما في الحضارة الرومانية، فإن الإشارات إلى العادة السرية قليلة في المصادر المتعلقة بالجنس. فقد اعتبر الشاعر «مارتيال» العادة السرية شكلًا أدنى من الإشباع الجنسي، كان يُلجأ إليه من قِبل العبيد. أما الكاتب اللاتيني «أولوس جيليوس» في القرن الثاني الميلادي، فقد فسّر مقطعًا من شعر الفيلسوف «إمبيدوكليس» يقول فيه «يا بؤساء، ابتعدوا عن الفول» بأنه رمز للخصيتين، في محاولة لتحذير الرجال من الإفراط في الممارسات الجنسية.
ورغم قلة ذكرها، فإن العادة السرية ظهرت كموضوع دائم في الأدب الساخر اللاتيني، بما في ذلك أحد المقاطع النادرة الباقية من أعمال «لوسيليوس»، الذي يُعد أول من كتب هذا النوع الأدبي في روما. وكان الرومان يُفضلون استخدام اليد اليسرى عند ممارسة العادة السرية.

## ثقافات خالية من العادة السرية
في منطقة حوض الكونغو الإفريقية، لا تحتوي لغات مجموعتي «أكا» و«نغاندو» الإثنيّتين على كلمة تشير إلى العادة السرية، كما أن أبناء هذه المجموعات يبدون مشوشين حيال مفهومها أصلًا.

## مخاوف صحية

### الجنون
كُتبت عدة أوراق طبية في الماضي تربط بين العادة السرية والإصابة بالجنون، وقد كانت تُدرج كأحد أسباب إدخال الأشخاص إلى المصحات النفسية. حاول طبيب يُدعى «ج. و. روبرتسون» في عام 1898، وصف الفروقات بين أنواع العادة السرية، وذلك خلال كلمته أمام «الجمعية الطبية لولاية كاليفورنيا».

### كتيّب من القرن الثامن عشر
أول استخدام منتظم ومحدد لكلمة «أونانية» (Onanism) للدلالة على العادة السرية كان في كتيّب نُشر لأول مرة في لندن عام 1716، بعنوان:
«الأونانية، أو الخطيئة الشنيعة لتدنيس النفس، وكل عواقبها المروعة في كلا الجنسين: مع نصائح روحية وجسدية لأولئك الذين ألحقوا الأذى بأنفسهم من خلال هذه العادة البغيضة».
استند الكتيب إلى مواضيع مألوفة تتعلق بالخطيئة والرذيلة، لكنه ركّز بشكل خاص هذه المرة على «الخطيئة الشنيعة» لتدنيس النفس، مع تحذيرات مخيفة مفادها أن من ينغمس في هذه الممارسة سيُعاني من:
اضطرابات في المعدة والهضم، فقدان الشهية أو الجوع الشديد، التقيؤ، الغثيان، ضعف في الجهاز التنفسي، السعال، بحة في الصوت، الشلل، ضعف في الأعضاء التناسلية حتى حد العجز الجنسي، فقدان الرغبة، آلام الظهر، اضطرابات في السمع والبصر، هزال عام، شحوب، نحول، بثور على الوجه، تدهور القدرات العقلية، فقدان الذاكرة، نوبات غضب، جنون، بلادة عقلية، صرع، حمى، وأخيرًا الانتحار.
تضمّن الكتيب كذلك رسائل وشهادات يُفترض أنها من شبان مرضى على وشك الموت نتيجة ممارستهم المفرطة للعادة السرية. ثم أوصى الكتيب بعلاج فعال يتمثل في «مستحضر مقوٍ» بسعر 10 شلنات للزجاجة، و«مسحوق للإخصاب» بسعر 12 شلنًا للكيس، متوفّرين في متجر محلي.
وقد حقق كتيب «أونانيا» نجاحًا هائلًا، حيث صدر منه أكثر من 60 طبعة وتمت ترجمته إلى عدة لغات.